# 1556 en musique classique
| \| • Retour à la chronologie générale de la musique classique • \| |
| Grèce • Rome • Haut Moyen Âge • VIIIe siècle • IXe siècle • Xe siècle • XIe siècle XIIe siècle • XIIIe siècle • XIVe siècle • XVe siècle • XVIe siècle • XVIIe siècle XVIIIe siècle • XIXe siècle • XXe siècle • XXIe siècle |
| • Retour à la chronologie générale de la musique classique • |

| Années en musique classique : 1553 - 1554 - 1555 - 1556 - 1557 - 1558 - 1559    |
| Décennies en musique classique : 1520 - 1530 - 1540 - 1550 - 1560 - 1570 - 1580 |

## Événements
- Souterliedekens, de Jacobus Clemens non Papa (publication, s'étendant sur les années 1556 et 1557, de la première harmonisation polyphonique du psautier néerlandais).

## Naissances

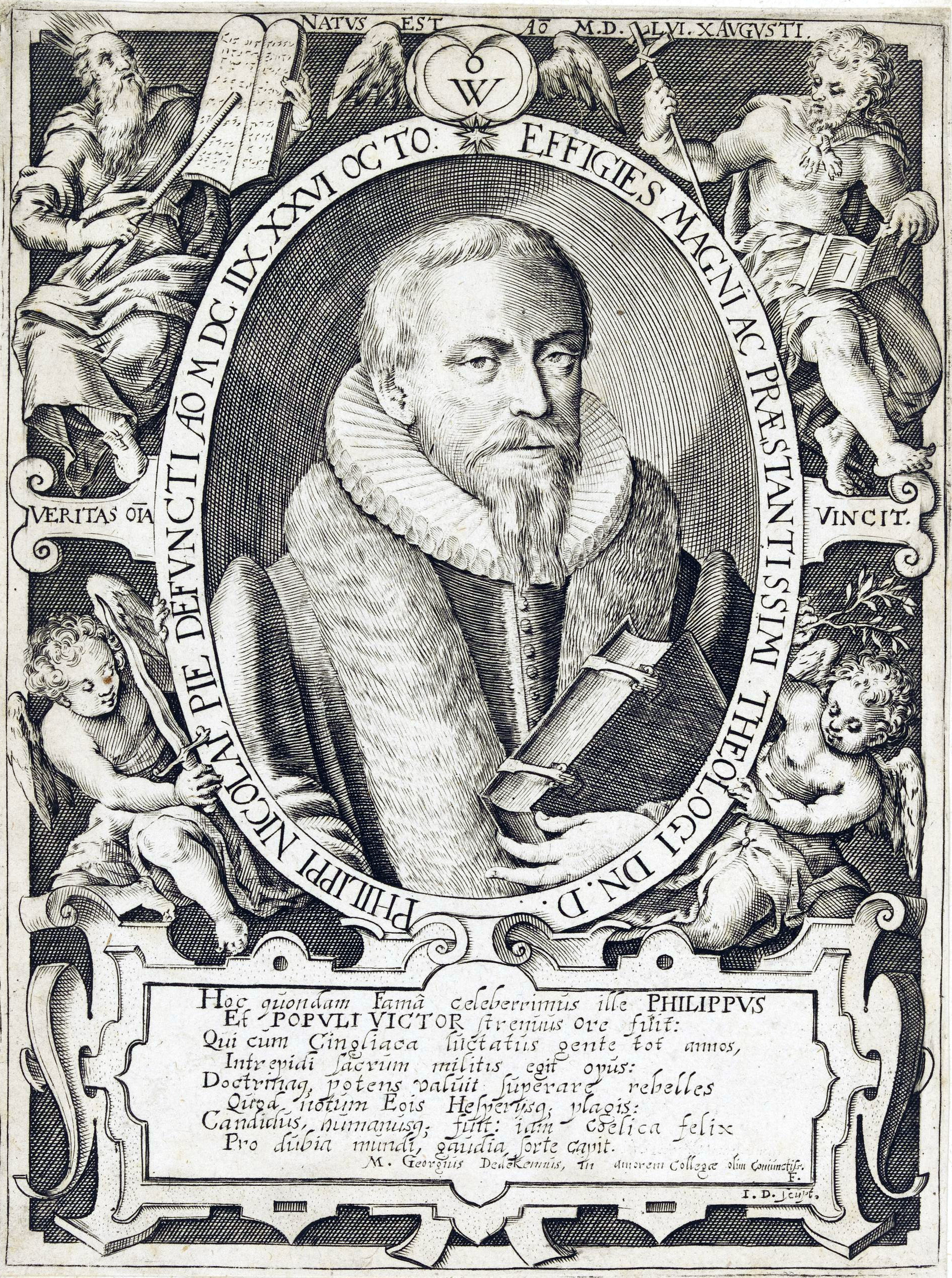
Philipp Nicolai

- 21 février : Sethus Calvisius, compositeur, chronologue et astronome († 24 novembre 1615).
- 13 juin : Pomponio Nenna, compositeur napolitain († 25 juillet 1608).
- 10 août : Philipp Nicolai, pasteur luthérien, poète et compositeur allemand († 26 octobre 1608).

- Date précise indéterminée :
  - Pierre-Francisque Caroubel, violoniste et compositeur né à Crémone, actif à Paris et à la cour à la cour de la principauté de Brunswick-Wolfenbüttel († 1611).
  - Jacob Paix, organiste, facteur d'orgues et compositeur allemand († vers 1623).

## Décès
- 4 mars : Leonhard Kleber, organiste et compositeur allemand (° 1495).
- 10 juin : Martin Agricola, compositeur et théoricien de la musique allemand (° 6 janvier 1486).

Date indéterminée :
- Guillaume de La Mœulle, barbier, instrumentiste et compositeur suisse.

Vers 1556 :
- Nicolas Gombert, compositeur franco-flamand (° vers 1495).
- Dominique Phinot, compositeur français (° vers  1510).

Vers 1555-1556 :
- Jacob Clemens non Papa, compositeur franco-flamand (° vers 1510-1515).